# パク・ハナ

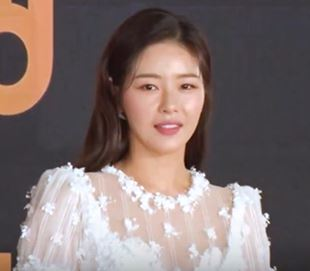
パク・ハナ

パク・ハナ（박하나、Park HaNa、1985年7月25日 - ）は、韓国の女優。165cm、AB型。百済芸術大学実用音楽科卒業。
2003年、男女混成グループ「Funny」のメンバーとしてデビュー。その後女優業に転身した。

## 出演作品

### テレビドラマ
- パンダさんとハリネズミ（2012年、Channel A） - パク・ハナ役
- 金よ出てこいコンコン（2013年、MBC） - キム代理役
- Two Weeks（2013年、MBC） - チャン・ヨンジャ役
- 奇皇后 〜ふたつの愛 涙の誓い〜（2013年-2014年、MBC） - ウヒ役
- ミス・コリア（2013年-2014年、MBC） - ハン・ソジン役
- 白夜姫（2014年-2015年、MBC） - ペク・ヤ／ソンドン役
- ランジェリー少女時代（2014年、KBS）
- 凍える華（2016年、KBS） - チャン・セジン役
- 楽しい私の家（2016年、KBS）-ジア役
- 輝け、ウンス（2016年-2017年、KBS） - キム・ビンナ役
- キミに猛ダッシュ～恋のゆくえは?～（2017年、KBS） - ホン・ドファ役
- 人形の家～偽りの絆～（2018年、KBS） - ホン・セヨン役
- かくれんぼ（2018年、MBC）
- たった一人の私の味方（2018年-2019年、KBS） - ソン・スヒョン役
- 悲しくて、愛（2019年、MBC） - ユン・マリ役
- イモン～禁断の愛～（2019年、MBC） - チャ・ジョンイム役
- 偉大なショー～恋も公約も守ります～（2019年、tvN） - キム・ヘジン役
- 危険な約束（2020年、KBS） - チャ・ウンドン役
- サンガプ屋台（2020年、JTBC） - ソン・ミラン役
- 紳士とお嬢さん（2021年-2022年、KBS） - チョ・サラ役
- アンナラスマナラ（2022年、Netflix） - ミン・ジス役
- 台風の新婦（2022年、KBS） - ウン・ソヨン役
- 結婚しよう、メンコンア！（2024年、KBS）-メン・コンヒ役